# Bleu égyptien

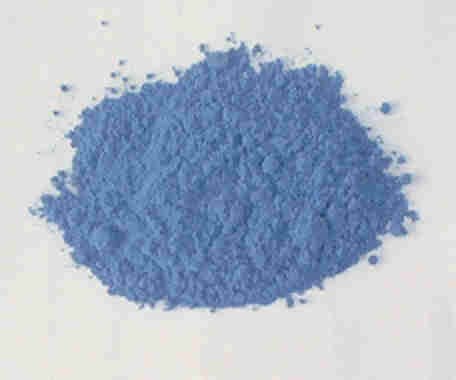
Poudre de bleu égyptien.

Le bleu égyptien (PB 31) est un pigment bleu synthétique, utilisé par les anciens Égyptiens, notamment sur les sarcophages, sculptures, papyrus, peintures murales à partir de la IVe dynastie, aussi connu sous le nom de fritte de bleu égyptien et désigné à l'époque de « lapis-lazuli », en référence à la couleur bleue de la pierre. 
Il était produit à partir de « verre » (cuisson avec un fondant d'un minerai de cuivre, sables siliceux, roches calcaires) coloré écrasé en fine poudre. Il est considéré comme le premier pigment synthétique,,. Les cristaux obtenus, d'une taille d'au plus 2 mm de long par 0,5 mm d'épaisseur, ont la particularité d'être biréfringents. La teinte obtenue varie selon la température de fonte et surtout selon les impuretés qui affectent les minéraux utilisés dans la préparation.
En Égypte, malgré la présence du minerai d'azurite -plus foncé- et du lapis-lazuli véritable importé -beaucoup plus cher, la référence absolue du bleu en Égypte-, le bleu égyptien serait le seul pigment bleu détecté sur les oeuvres anciennes pharaoniques. Les « fabricants de lapis-lazuli » comme ils se nommaient, faisaient une distinction nette dans les textes entre le pigment synthétique de leur production et le lapis naturel.
Vitruve mentionne ce bleu connu des Romains sous le nom de cœruleum, mais aussi de « bleu d'Alexandrie », « bleu vestorien », « bleu de Pouzzoles », dans son De architectura. La recette de sa fabrication se serait perdue vers le IVe siècle, d'autres sources disent que le pigment aurait continué à être employé jusqu'au VIIe siècle.
Il servait pour peindre les ciels et autres parties bleues. Au IIe siècle, les artistes des portraits du Fayoum l'utilisèrent sous les couleurs principales, pour les moduler et accentuer les contours. Cette technique découverte en 2015 en étudiant des portraits a surpris les experts modernes. Le brillant du pigment a pu contribuer à la préférence des artistes pour ce pigment, plutôt que les oxydes de fer et terre d'ombre plus fréquemment utilisés pour cet usage.